# Yolanda Eminescu
Yolanda Eminescu (Mizil, 10 maggio 1921 – Bucarest, 9 marzo 1998) è stata un'avvocata, giornalista e giurista rumena.
È stata tra i primi giudici donne della storia del suo paese.

## Biografia
Yolanda Eminescu nacque da Gheorghe Eminescu (1890-1988), colonnello nelle forze armate rumene e anche nipote del poeta Mihai Eminescu, e dalla moglie Elena Labunțeva. Studiò a Brăila per poi continuare a Bucarest, dove si laureò in diritto.
Durante gli anni della seconda guerra mondiale lavorò come avvocata stagista nel distretto di Ilfov. Nel 1945 venne nominata giudice, diventando tra le prime donne a ricoprire tale carica in Romania, dimettendosi poi nel 1949. Nel 1947 nacque sua figlia, Roxana, avuta dalla relazione con il medico Ștefan Stătescu.
Parallelamente seguì un corso per il dottorato al fianco del professore Traian Ionașcu, conseguendolo nel 1948. L'anno dopo venne nominata assistente alla cattedra della facoltà di diritto civile di Bucarest, ricoprendo tale incarico fino al 1951.
Nel 1954 divenne ricercatrice nell'istituto delle ricerche giuridiche dell'Accademia R.P.R., venne poi promossa a dottoressa docente e divenne capo delle branche diritto civile e scientifico. Si ritirò in pensione nel 1983 ma continuò la sua attività scientifica, pubblicando molti articoli.
Tra il 1979 e il 1980 venne coinvolta nel piano di insegnamento universitario sul diritto della proprietà industriale a Bucarest, nonché nel corso postuniversitario sul diritto di inventore a Strasburgo. Morì nel 1998.
Yolanda Eminescu contribuì allo sviluppo delle leggi sul dominio della proprietà intellettuale e sull'elaborazione degli atti normativi della legislazione civile.

## Premi e riconoscimenti
Durante la sua carriera ricevette diversi premi, come il premio Matilda și Stelian Benea, il premio Simion Bărnuțiu (conferitogli dall'Accademia romena) e il premio Mihail Eliescu all'intera carriera, conferitogli dall'Unione dei giuristi rumeni. 
Ricevette anche riconoscimenti sul piano internazionale, avendo partecipato a congressi e seminari sul diritto. Divenne membro dell'Accademia del diritto comparato del Brasile, dell'Associazione internazionale per la protezione della proprietà intellettuale, del Comitato per la proprietà intellettuale  dell'organizzazione "World Peace through Law", del Consiglio di specialisti stranieri "Max Planck" di Monaco di Baviera e del Centre d'étude de pays de l'Est di Strasburgo.
Le è stata intitolata una sala giudiziaria della Corte di appello di Bucarest (Palazzo di Giustizia), così come una biblioteca specializzata della facoltà di diritto di Târgoviște.
Esiste un premio "Yolanda Eminescu" conferito dalla rivista Forumul Judecătorilor e dall'Unione dei giuristi rumeni a personaggi di spicco nel mondo della legislazione.
All'interno dell'Associazione internazionale per la protezione della proprietà intellettuale è stato fondato il centro di ricerca scientifica "Yolanda Eminescu – Otilia Calmuschi", nonché l'omonimo premio conferito dalla rivista del Diritto alla proprietà intellettuale.

## Pubblicazioni
- Vânzarea în rate a mobilelor cu clauză de reservă a proprietății (1948)
- Legislația investiților, inovațlor și raționalizărilor: texte comentate (1969)
- Dreptul de inventator în Republica Socialistă România (1969)
- Mari procese din istoria justiției (1970)
- Contractul de cercetare științifică (1971)
- Pledoarii celebre (antologie de oratorie judiciară) (1973)
- Mărcile de fabrică, de comerț și de serviciu (1974)
- Societățile mixte constituite în Republica Socialistă România: fundamentare, caractere, constituire (1976)
- Invenții și inovații: Comentarii și legi referitoare la ele (1977)
- Transformările dreptului civil sub influența revoluției tehnico-ștințifice: eseuri juridice (1979)
- Probleme juridice ale transferului de tehnologie (1979)
- Subiectele colective de drept în România (1981)
- Tratat de proprietate industrială, Vol. 1: Creații noi (1982)
- Tratat de proprietate industrială, Vol. 2: Semne distinctive (1983)
- Tratat de proprietate industrială, Vol. 3: Concurența neleală (1984)
- Opera de creație și dreptul: O privire comparativă (1987)
- Concurența neleală: Drept roman și comparat (1993)
- Totul părea posibil: fragmente de viață (1993)
- Protecția desenelor și modelelor industriale: Drept roman și comparat (1993)
- Dreptul de autor: Armonizarea europeană, Directivile europene (1995)